# Rob Me Blind
Rob Me Blind è il terzo album in studio del cantautore statunitense Jay Brannan, pubblicato nel 2012.

## Tracce
1. Everywhere There's Statues – 3:26
2. Beautifully – 3:14
3. The Spanglish Song – 3:57
4. Rob Me Blind – 5:03
5. Greatest Hits – 3:50
6. La La La – 3:40
7. Denmark – 3:34
8. Myth of Happiness – 3:34
9. The State of Music – 4:21
10. A Love Story – 3:23